# Surdolimpíadas de Verão de 2021
A Surdolimpíadas de Verão de 2021, oficialmente conhecida como 24ª Surdolimpíada de Verão, foi um evento multiesportivo internacional realizado em Caxias do Sul, Brasil, como principal cidade-sede de 1 a 15 de maio de 2022. Além de Caxias, houve eventos programados para as cidades vizinhas de Farroupilha e Flores da Cunha. Em 12 de abril de 2022, o CISS anunciou que devido à invasão da Ucrânia pela Rússia, atletas russos e bielorrussos foram impedidos de competir em Caxias, e no mesmo comunicado de imprensa também foi anunciado que o torneio de boliche estava programado para ser realizado em Kuala Lumpur, Malásia, de 20 a 30 de outubro de 2022.
Esta é a primeira vez que os Jogos estão sendo realizados em um município latino-americano, um país sul-americano e fora do verão da cidade-sede (já que maio é o outono local). Esta também é a primeira vez desde as Surdolimpíadas de Inverno de 2007, realizados em Salt Lake City, que o evento será realizado na Região CISS Américas, e a primeira vez que os Jogos serão realizados no Hemisfério Sul desde as Surdolimpíadas de Verão de 2005, realizada em Melbourne.

## Seleção da Cidade Sede
Caxis do Sul foi escolhida como cidade-sede dos Jogos de 2021 em reunião do Comitê Internacional de Esportes para Surdos em 26 de fevereiro de 2020. Originalmente programado para ocorrer de 5 a 21 de dezembro de 2021, durante o final da primavera e início do verão na cidade-sede, os Jogos foram adiados para maio de 2022, como resultado da pandemia de COVID-19, a primeira ocorrência desse tipo na história das Surdolimpíadas (jogos anteriores foram cancelados, mas não remarcados).
- Caxias do Sul,  Brasil - Único candidato

## Esportes
Originalmente, o programa para esta edição consistia em 221 finais em 18 modalidades. No entanto, devido a problemas com a infraestrutura disponível e o baixo número de participantes, o boliche teve que ser retirado do programa. Assim, o programa será composto por 209 eventos em 17 esportes. Novos eventos são adicionados em atletismo, caratê, orientação, tiro esportivo e natação, enquanto o número de eventos de judô e taekwondo foi reduzido. Esta também será a primeira vez desde as Surdolimpíadas de Verão de 2001 que um torneio de handebol feminino será realizado.

### Esportes individuais
- Atletismo (45) (detalhes)
- Badminton (6) (detalhes)
- Bolich (12) (detalhes)
- Caratê (16) (detalhes)
- Ciclismo (10) (detalhes) 
  -  Mountain biking (2)
  -  Estrada (8)
- Golfe (2) (detalhes)
- Judô (16) (detalhes)
- Lutas (16) (detalhes) 
  - Livre (8)
  - Greco-romana (8)
- Natação (42) (detalhes)
- Orientação (10) (detalhes)
- Taekwondo (11) (detalhes)
- Tênis de mesa (7) (detalhes)
- Tênis (5) (detalhes)
- Tiro esportivo (13) (detalhes)

### Esportes em equipe
- Basquetebol (2) (detalhes)
- Futebol (2) (detalhes)
- Handebol (2) (detalhes)
- Voleibol (4) (detalhes) 
  -  Voleibol (2)
  -  Voleibol de praia (2)

### Boliche
Os eventos de boliche acontecerão de 20 a 30 de outubro de 2022 em Kuala Lumpur.
- Boliche (12) (detalhes)

## Calendário
No calendário a seguir para os eventos realizados em Caxias do Sul, cada caixa azul representa uma competição de eventos. As caixas amarelas representam os dias durante os quais as finais de premiação de medalhas de um esporte são realizadas. O número em cada caixa amarela representa o número de finais disputadas naquele dia. Esta programação não inclui os eventos de boliche.
| CA | Cerimônia de abertura | ● | Competições de eventos | 1 | Eventos de medalha de ouro | CE | Cerimônia de encerramento |

| Abril\Maio                  | 30 Sáb | 1 Dom | 2 Seg | 3 Ter | 4 Qua | 5 Qui | 6 Sex | 7 Sáb | 8 Dom | 9 Seg | 10 Ter | 11 Qua | 12 Qui | 13 Sex | 14 Sáb | 15 Dom | Eventos |
| --------------------------- | ------ | ----- | ----- | ----- | ----- | ----- | ----- | ----- | ----- | ----- | ------ | ------ | ------ | ------ | ------ | ------ | ------- |
| Cerimônias                  |        | CA    |       |       |       |       |       |       |       |       |        |        |        |        |        | CE     | —       |
| Atletismo                   |        |       |       |       |       |       |       | 1     | 8     | 6     | 8      |        | 2      | 8      | 9      | 2      | 10      |
| Badminton                   |        |       | ●     | ●     | 1     |       | ●     | ●     | ●     | ●     | ●      | 5      |        |        |        |        | 6       |
| Basquetebol                 |        |       | ●     | ●     | ●     | ●     | ●     | ●     | ●     | ●     |        | ●      | ●      | 2      |        |        | 2       |
| Caratê                      |        |       | 6     | 7     | 3     |       |       |       |       |       |        |        |        |        |        |        | 16      |
| Ciclismo                    |        |       | 2     |       | 2     |       | 2     |       | 2     |       | 2      |        |        |        |        |        | 10      |
| Futebol                     | ●      |       | ●     | ●     | ●     | ●     | ●     | ●     | ●     | ●     | ●      | ●      | ●      | 1      | 1      |        | 10      |
| Golfe                       |        |       |       |       |       |       |       | ●     | ●     | ●     | ●      | 2      |        |        |        |        | 10      |
| Handebol                    |        |       | ●     | ●     | ●     | ●     | ●     | ●     | ●     | ●     | ●      | ●      | ●      | ●      | 2      |        | 2       |
| Judô                        |        |       |       | 6     | 6     | 2     |       |       |       |       |        |        |        |        |        |        | 14      |
| Lutas                       |        |       |       |       |       |       |       |       |       |       | ●      | 8      |        | ●      | 8      |        | 16      |
| Natação                     |        |       | 5     | 5     | 6     | 5     | 5     | 6     | 5     | 6     |        |        |        |        |        |        | 38      |
| Orientação                  |        |       |       |       |       |       | 2     | 2     | 1     |       | 2      |        | 2      |        | 2      |        | 2       |
| Taekwondo                   |        |       |       |       |       |       | 2     | 4     | 4     |       |        |        |        |        |        |        | 10      |
| Tênis                       |        |       |       | ●     | ●     | ●     | ●     | ●     |       | ●     | ●      | 2      | 2      | 1      |        |        | 5       |
| Tênis de mesa               |        |       |       |       |       | ●     | 1     |       | 1     | ●     | ●      | 2      |        |        |        |        | 4       |
| Tiro esportivo              |        |       | ●     | 1     | 1     | 1     | 1     |       | 1     | 2     | 2      | 2      | 2      |        |        |        | 13      |
| Voleibol                    |        |       |       |       | ●     | ●     | ●     | ●     | ●     |       | ●      | ●      | ●      | 2      |        |        | 2       |
| Voleibol de praia           |        |       |       | ●     | ●     | ●     | ●     | ●     | ●     | ●     |        | ●      | 2      |        |        |        | 2       |
| Eventos diários de medalhas |        |       | 13    | 19    | 19    | 8     | 13    | 13    | 22    | 14    | 24     | 13     | 10     | 22     | 22     | 2      | 36      |
| Total cumulativo            |        |       | 13    | 32    | 51    | 59    | 72    | 85    | 107   | 121   | 145    | 158    | 168    | 190    | 212    | 209    | 209     |
| Abril\Maio                  | 30 Sáb | 1 Dom | 2 Seg | 3 Ter | 4 Qua | 5 Qui | 6 Sex | 7 Sáb | 8 Dom | 9 Seg | 10 Ter | 11 Qua | 12 Qui | 13 Sex | 14 Sáb | 15 Dom | Eventos |

## Nações participantes
Bielorrussos e russos não competiram no evento após uma proibição como resultado da invasão da Ucrânia pela Rússia.
68 Federações Federações Nacionais de Esportes para Surdos enviaram suas delegações a Caxias do Sul:
1. AFG Afeganistão (1)
2. ALG Argélia (7)
3. ARG Argentina (70)
4. ARM Armênia (1)
5. AUT Áustria (6)
6. BEL Bélgica (2)
7. BRA Brasil (138) (Anfitrião)
8. BUL Bulgária (5)
9. CAN Canadá (4)
10. CHI Chile (8)
11. CMR Camarões (1)
12. Taipé Chinês  (19)
13. COL Colômbia (22)
14. CRO Croácia (25)
15. CZE Chéquia (15)
16. DEN Dinamarca (17)
17. ECU Equador (11)
18. EGY Egito (21)
19. FRA França (41)
20. GER Alemanha (56)
21. GRE Grécia (36)
22. HKG Hong Kong (1)
23. HUN Hungria (20)
24. IND Índia (35)
25. IRI Irã (46)
26. IRQ Iraque (25)
27. ISR Israel (6)
28. ITA Itália (59)
29. JPN Japão (47)
30. KAZ Cazaquistão (5)
31. KEN Quênia (57)
32. KOR Coreia do Sul (71)
33. KGZ Quirguistão (5)
34. LAT Letônia (4)
35. LTU Lituânia (31)
36. MAS Malásia (11)
37. MLI Mali (25)
38. MEX México (22)
39. MGL Mongólia (5)
40. NED Países Baixos (20)
41. MKD Macedônia do Norte (1)
42. NOR Noruega (1)
43. PAK Paquistão (13)
44. PHI Filipinas (1)
45. POL Polônia (67)
46. POR Portugal (7)
47. KSA Arábia Saudita (4)
48. SRB Sérvia (10)
49. SVK Eslováquia (11)
50. SLO Eslovênia (1)
51. RSA África do Sul (7)
52. ESP Espanha (7)
53. SUI Suíça (5)
54. THA Tailândia (9)
55. TUR Turquia (104)
56. UKR Ucrânia (131)
57. UAE Emirados Árabes Unidos (2)
58. USA Estados Unidos (113)
59. URU Uruguai (3)
60. VEN Venezuela (39)

## Quadro de medalhas
*   país anfitrião ( Brasil)
| Pos.                | País                 | Ouro | Prata | Bronze | Total |
| ------------------- | -------------------- | ---- | ----- | ------ | ----- |
| 1                   | Alemanha (GER)       | 0    | 0     | 0      | 0     |
| 1                   | Brasil (BRA)         | 0    | 0     | 0      | 0     |
| 1                   | Cazaquistão (KAZ)    | 0    | 0     | 0      | 0     |
| 1                   | Coreia do Sul (KOR)  | 0    | 0     | 0      | 0     |
| 1                   | Eslováquia (SVK)     | 0    | 0     | 0      | 0     |
| 1                   | Estados Unidos (USA) | 0    | 0     | 0      | 0     |
| 1                   | Grã-Bretanha (GBR)   | 0    | 0     | 0      | 0     |
| 1                   | Grécia (GRE)         | 0    | 0     | 0      | 0     |
| 1                   | Irã (IRI)            | 0    | 0     | 0      | 0     |
| 1                   | Itália (ITA)         | 0    | 0     | 0      | 0     |
| 1                   | Japão (JPN)          | 0    | 0     | 0      | 0     |
| 1                   | Lituânia (LTU)       | 0    | 0     | 0      | 0     |
| 1                   | Polônia (POL)        | 0    | 0     | 0      | 0     |
| 1                   | Quênia (KEN)         | 0    | 0     | 0      | 0     |
| 1                   | Tailândia (THA)      | 0    | 0     | 0      | 0     |
| 1                   | Taipé Chinês (TPE)   | 0    | 0     | 0      | 0     |
| 1                   | Turquia (TUR)        | 0    | 0     | 0      | 0     |
| 1                   | Ucrânia (UKR)        | 0    | 0     | 0      | 0     |
| 1                   | Venezuela (VEN)      | 0    | 0     | 0      | 0     |
| Total (19 entradas) | Total (19 entradas)  | 0    | 0     | 0      | 0     |